# چاستکوو (استان اشوی‌داشکسیه)
چاستکوو (به لهستانی: Cząstków) یک منطقهٔ مسکونی در لهستان است که در گمینا نووا سووپیا واقع شده‌است. چاستکوو ۳۹۰ نفر جمعیت دارد.